# Terres d'ombre
Terres d'ombre est une série de bande dessinée de Christophe Gibelin (scénario) et Benoît Springer (dessins et couleurs) parue entre 1996 et 1999.

## Albums
- Tome 1 : Les Yeux de pierre, coll. Terres de Légendes, Delcourt (1996) ;
- Tome 2 : Failles, coll. Terres de Légendes, Delcourt (1997) ;
- Tome 3 : Chrysalide, coll. Terres de Légendes, Delcourt (1999).

L'intégrale est sortie en 2003, toujours aux éditions Delcourt  (ISBN 2-84055-993-5).